# Arturo Ripstein
Arturo Ripstein (Cidade do México, 13 de dezembro de 1943) é um cineasta e diretor de televisão mexicano.

## Filmografia
- Las razones del corazón (2011)
- El Carnaval de Sodoma (2006)
- La virgen de la lujuria (2002)
- Así es la vida (2000) (2000)
- La perdición de los hombres (2000)
- El coronel no tiene quien le escriba (1999)
- El evangelio de las maravillas (1998)
- Profundo carmesí (1996)
- La reina de la noche (1994)
- Principio y fin (1993)
- La mujer del puerto (1991)
- Mentiras piadosas (1988)
- El imperio de la fortuna (1985)
- El otro (1986)
- Rastro de muerte (1981)
- La seducción (1980)
- La ilegal (1979)
- La Tía Alejandra (1979)
- Cadena perpetua (1978)
- El lugar sin límites (1977)
- La viuda negra (1977)
- El borracho (1976)
- El palacio negro (Lecumberri) (1976)
- La causa (1975)
- Foxtrot (1975)
- El santo oficio (1973)
- El castillo de la pureza (1972)
- Autobiografía (1971)
- El náufrago de la calle de la Providencia (1971)
- La belleza (1970)
- Crimen (1970)
- Exorcismos (1970)
- La hora de los niños (1969)
- Salón independiente (1969)
- Los recuerdos del porvenir (1968)
- Juego peligroso (1966)
- Tiempo de morir (1965)